# Parchowo
Parchowo, dodatkowa nazwa w języku kaszubskim Parchòwò (niem. Parchau) – wieś  w Polsce, położona w województwie pomorskim, w powiecie bytowskim, w gminie Parchowo.
Duża kaszubska wieś, na zachodnim skraju Pojezierza Kaszubskiego, o charakterze letniskowym, jest siedzibą sołectwa Parchowo w którego skład wchodzą również Frydrychowo, Karłowo, Parchowski Bór, Parchowski Młyn, Wiślany i Zielony Dwór.

Miejscowość jest siedzibą gminy Parchowo i leży przy trasie drogi wojewódzkiej nr 228 (Kartuzy-Klukowa Huta-Sulęczyno-Bytów), znajdują się tu również placówka Ochotniczej Straży Pożarnej i liczne kwatery agroturystyczne.
Wieś królewska położona była w II połowie XVI wieku w powiecie mirachowskim województwa pomorskiego. W latach 1975–1998 miejscowość administracyjnie należała do województwa słupskiego.
| SIMC    | Nazwa           | Rodzaj                 |
| ------- | --------------- | ---------------------- |
| 0748885 | Frydrychowo     | przysiółek             |
| 0748856 | Karłowo         | część wsi (do 2023 r.) |
| 0748891 | Parchowski Bór  | przysiółek             |
| 0748900 | Parchowski Młyn | przysiółek             |
| 0748862 | Wiślany         | część wsi              |
| 0748879 | Zielony Dwór    | część wsi (do 2023 r.) |

## Historia
Pierwsze wzmianki o Parchowie pochodzą z roku 1253. Od roku 1309 po zdobyciu Pomorza Gdańskiego przez zakon krzyżacki pod administracją zakonną. Od roku 1466 własność królewska i siedziba starostwa niegrodowego (większość starostów pochodziła z rodów Szczepańskich i Krokowskich). Od 1772 r. Parchowo znajdowało się na terenach objętych administracją zaboru pruskiego. 
Na koniec 1892 r. miejscowość wraz z przysiółkami liczyła 684 osób. Językiem kaszubskim jako ojczystym porozumiewało się 551 mieszkańców, 133 niemieckim.  
Od 5 listopada 1906 r. do co najmniej końca lutego 1907 r. (lub dłużej) w miejscowej szkole elementarnej odbył się strajk dzieci przeciwko nauczaniu religii w języku niemieckim. Z uczestników strajku znane są następujące nazwiska: Błaszkowski, Gliszczyński, F. Kuba, Kotłowski, W. Kozikowski, W. Lilla, A. Mądry, F. Neumiller, J. Pawłowski, W. Pircha, W. Radomska, W. Skwierska, Szulter, L. Waleska, W. Żywiecki. Strajk był elementem znacznie większej akcji biernego oporu wobec pruskich władz szkolnych, która na przełomie 1906 i 1907 r. objęła ponad 460 (!) szkół w prowincji Prusy Zachodnie, czyli przedrozbiorowe Pomorze Gdańskie, Powiśle, ziemię chełmińską i ziemię lubawską oraz część Krajny. Inspiracją dla strajków pomorskich były wcześniejsze działania dzieci w prowincji wielkopolskiej, ze słynnym strajkiem we Wrześni (1901) na czele.
Po I wojnie światowej Parchowo wróciło do Polski. Wieś należała do ówczesnego powiatu kartuskiego II Rzeczypospolitej. W latach okupacji niemieckiej działały tu ugrupowania ruchu oporu Gryfa Pomorskiego. Po II wojnie światowej do połowy lat 50. Parchowo znajdowało się w ówczesnym województwie gdańskim. W połowie lat 50. wieś, podobnie jak i całą gminę przyłączono do nowo utworzonego województwa koszalińskiego.

## Zabytki
Według rejestru zabytków NID na listę zabytków wpisany jest kościół parafialny pw. św. Mikołaja z 1854, nr rej.: A-1242 z 2.11.2004.
Kościół jest neogotycki z barokowym wyposażeniem wnętrza. Ponadto we wsi znajduje się XVIII- i XIX-wieczna kaszubska zabudowa wiejska oraz pałac szlachecki z XIX wieku (obecnie siedziba ośrodka opieki społecznej).

## Związani z Parchowem
- Natalia Szroeder – polska piosenkarka, autorka tekstów i prezenterka telewizyjna.
- Wiktor Żywicki – kawaler VM